# جورجینا بریشو
جورجینا بِرِیشو (انگلیسی: Georgina Brayshaw؛ زادهٔ ۱۴ اکتبر ۱۹۹۳) قایقران روئینگ زن اهل بریتانیا است.
وی در مسابقات کشوری و بین‌المللی در مجموع برندهٔ ۴ مدال طلا، ۲ مدال برنز شده است.